# Colette Boos-John
Colette Bettina Boos-John (* 3. September 1969 in Marburg als Colette Bettina Bauer) ist eine deutsche Politikerin (CDU) und Unternehmerin. Sie ist seit 2024 Thüringer Ministerin für Wirtschaft, Landwirtschaft und Ländlichen Raum.

## Leben

### Ausbildung und Beruf
Boos-John studierte von 1989 bis 1992 Betriebswirtschaftslehre an der Fachhochschule Gießen-Friedberg und erreichte den Abschluss Diplom-Betriebswirtin. Sie stieg danach direkt in das elterliche Straßen-, Tief- und Hochbauunternehmen Bauer Bauunternehmen GmbH ein und war von 1992 bis 1997 dessen kaufmännische Leiterin. Im Jahr 1997 übernahm sie als geschäftsführende Gesellschafterin das Unternehmen. Sie gründete 2012 die Bauer-Akademie und absolvierte 2022 eine Ausbildung zum Business-Coach, die dvct-zertifiziert ist. Im Jahr 2024 gründete sie als Geschäftsführerin die Investmentfirma B & J GmbH & Co. KG und verkaufte das Bauunternehmen an die Bickhardt Bau.

### Politik und Ehrenamt
Boos-John ist Mitglied der CDU. Sie war von 2009 bis 2016 Mitglied des Vorstandes des Wirtschaftsrates der CDU Erfurt.
Sie wurde 2015 Vorstandsmitglied bei Die Familienunternehmer, wo sie Vorsitzende des Regionalkreises Westthüringen und 2019 Landesvorsitzende von Thüringen wurde. Zudem übernahm sie 2016 im Ehrenamt das Amt der Vizepräsidentin der Industrie- und Handelskammer Erfurt und 2021 die Leitung des IHK-Netzwerks Mittelstand. Darüber hinaus betätigte sie sich im Netzwerk Mittelstand der Deutschen Industrie- und Handelskammer. Von 2018 bis 2019 war sie Mentorin im Programm ThEx Frauensache des Thüringer Zentrums für Existenzgründungen und Unternehmertum. Im Jahr 2022 wurde sie Mitglied des Normenkontrollrates Thüringen. Außerdem wurde sie 2024 als Vorbild-Unternehmerin in der Initiative „FRAUEN unternehmen“ des Bundesministeriums für Wirtschaft und Klimaschutz aktiv.
Am 13. Dezember 2024 wurde Boos-John zur Thüringer Ministerin für Wirtschaft, Landwirtschaft und Ländlichen Raum im Kabinett Voigt ernannt.

### Auszeichnungen (Auswahl)
- Ehrennadel der Industrie- und Handelskammer (2022)
- Wilhelm-Röpke-Medaille des Landesverbandes Thüringen des Wirtschaftsrates der CDU (2024)[11]